# 任渊
任渊（?—?），名子渊，蜀州新津（四川新津）人。
史传无记载，生平不詳。早年隨黄庭坚学诗，元符三年（1100年）黄庭坚自戎州（四川宜宾）谪四川青神，則任渊之生年應早於元祐五年（1090）。紹興初四川類試第一，绍兴十七年前後，曾在四川制置使王刚中宾幕，绍兴三十年（1160）王刚中重修蜀汉先主庙并诸葛武侯祠，請任渊撰有《重修先主庙记》。绍兴三十二年（1162）接替李焘任四川双流县令。累官至潼川宪司。
政和元年（1111），任渊完成《山谷诗集注》初稿，绍兴二十五年（1155）许尹替此書作序，並在四川刊行。江西派诗人主张“字字有出处”，任淵的詩注特点是淵博、典雅、貼切，成为山谷传世注本之典范。著作有《山谷诗集注》二十卷，《后山诗注》十二卷，《山谷精华录》八卷。钱锺书对任注作了补正与纠谬達四十條。另有《沂庵集》四十卷，已佚。